# Erich von Brandenburg
Erich von Brandenburg (* um 1245; † 21. Dezember 1295 wahrscheinlich in Grabow im Jerichower Land) war Erzbischof von Magdeburg von 1283 bis 1295.

## Leben
Erich war ein jüngerer Sohn des Markgrafen Johann I. von Brandenburg aus dessen erster Ehe mit Sophia von Dänemark. Wohl schon frühzeitig für den geistlichen Stand bestimmt, erscheint er in Urkunden der 1260er und 1270er Jahre als Domherr und als Propst des Stiftes SS. Bonifacii und Mauricii zu Halberstadt.
Aus politischen Gründen versuchten seine Brüder, die Markgrafen des johanneischen Zweigs von Brandenburg, ihn in Magdeburg zunächst als Domherren, später als Erzbischof einzusetzen.
Ein Befehl des Papstes Urban IV. an die Domherren von Magdeburg vom 20. Juni 1264, Erich ein Kanonikat einzuräumen, hatte keinen Erfolg, und auch spätere Bemühungen, im Erzstift festen Fuß zu fassen, schlugen fehl. Der von den Markgrafen bedrohte Erzbischof Konrad verband sich, um gegen einen etwaigen zu Gunsten ihres Bruders unternommenen Krieg Schutz zu finden, mit den Fürsten von Werle, von Mecklenburg und Rügen (1. Mai 1272). Nach dem Tod Erzbischof Konrads (1277) fand, wie die Magdeburger Schöppenchronik erzählt, eine zwiespältige Wahl statt: Die eine Partei wählte Erich, den sein Bruder der Markgraf Otto IV. und sein Vetter der Herzog Albrecht von Braunschweig unterstützten, die andere den Domherrn Burchard von Querfurt. Ein drohender Krieg zwischen den Parteien wurde durch einen Vertrag beigelegt, weder der eine noch der andere Gewählte erhielten das Erzstift, sondern Günther von Schwalenberg. Aber der Friede dauerte nicht lange: bald kam es zum offenen Krieg zwischen dem neuen Erzbischof und dem Markgrafen Otto IV. von Brandenburg, der in der Schlacht bei Frohse (10. Januar 1278) unerwartet geschlagen und gefangen genommen wurde. Auch nach seiner Auslösung und Freilassung dauerten die nicht beigelegte Fehde weiter an. Im Jahr 1283 erreichte Erich das lang erstrebte Ziel, nachdem Günther von Schwalenberg 1278 und dessen gewählter Nachfolger Bernhard von Wölpe 1282 verzichtet hatten.
Obwohl er nur zwölf Jahre den erzbischöflichen Stuhl innehatte, ist diese Zeit, namentlich für die Verfassungsgeschichte der Stadt Magdeburg, von hoher Bedeutung. An Fehden in der Anfangszeit seines Episkopats fehlte es dennoch nicht. Die Bürgerschaft Magdeburgs war anfänglich mit Erichs Wahl wenig zufrieden, sie sahen in ihm nicht den Metropoliten, sondern den Bruder des feindlichen Markgrafen, mit dem lange Zeit militärisch gerungen wurde. Getrieben durch die Ereignisse, normalisierte sich das Verhältnis zum neuen Erzbischof. Als Erich im folgenden Jahr bei der Belagerung der Veste Harlingsberg im Braunschweigischen gefangen wurde, brachten die Bürger das Lösegeld auf. Ein späterer Zug gegen diese Veste (1291) hatte besseren Erfolg, indem Erich, unterstützt von der Magdeburger Bürgerschaft, in Verbindung mit dem Bischof Siegfried II. von Hildesheim und anderen Fürsten, mit denen er Jahre zuvor auf dem Reichstag zu Erfurt ein Bündnis zur Wahrung des Landfriedens geschlossen hatte, die Burg eroberte und zerstörte. Schon vorher (1284) hatte er einen Aufstand der Ministerialen zu bekämpfen, wobei ihm sein Bruder, Markgraf Otto IV., Hilfe leistete. Die Fehde endete für den Erzbischof nicht glücklich. Um den Markgrafen für die aufgewandten Kosten zu entschädigen, musste er ihm die Lausitz verpfänden.
Die vielen Fehden und die daraus resultierenden vielfachen Geldverlegenheiten des Erzbischofs, benutzte die nach Selbstständigkeit strebende Stadt Magdeburg, um von ihrem Landesherren mehrere wichtige Rechte durch Kauf zu erwerben. Durch Urkunde vom 17. Januar 1292 verpflichtete er sich, die Güter des Domkapitels und der Burgensen mit keiner Fehde zu belegen: Drohe dem Land ein Krieg, so solle ihm unter Zustimmung der Domherren und der Burgensen eine über seine Leistungsfähigkeit nicht hinausgehende Steuer auferlegt werden. Weitere bedeutsame Rechte erwarb die Stadt in den folgenden Jahren, die für die Entwicklung ihrer Verfassung zu den wichtigsten gehören. Im Jahre 1293 machte sich seitens der größeren Innungen eine heftige Opposition gegen die aristokratischen Elemente des Rates geltend. Bei den Neuwahlen der ersteren zum Rate siegte die Opposition, und der Rat suchte jetzt die Befugnisse der Schöffen zugunsten des ersteren einzuschränken. Mancherlei Beschuldigungen wurden den Schöffen zur Last gelegt, es kam zu heftigen Auftritten zwischen beiden Körperschaften. Man bemächtigte sich trotz allen Widerstandes der Schöffenbücher, in welche die Übergaben der Grundstücke eingetragen wurden, und stellte an die Schöffen das Verlangen, dass diese Eintragungen künftig nicht unter Königsbann im Burggrafen- und Schultheißengerichte, sondern im Burding vorgenommen werden sollten. Auch die Schlüssel zu den Büchern wurden den Schöffen genommen. Im folgenden Jahr erreichten die Bürger vom Erzbischof, was sie erstrebt hatten. Herzog Albrecht von Sachsen verkaufte das Burggrafentum, soweit es sich auf die Altstadt und den Neuen Markt erstreckte, für die Summe von 900 Mark, das die Stadt an Erzbischof Erich bezahlte. Dieser verpflichtete sich, dass dasselbe stets beim Erzstifte bleiben und das die Schultheißen zugleich mit dem Banne beliehen werden sollten. Der Rat und die fünf Innungsmeister sollen die Schöffenbank besetzen und aus den schöffenbarfreien Leuten die Schöffen erwählen, die der Erzbischof bestätigen würde, vorausgesetzt, dass die jetzigen Schöffen keine im Rechte begründeten Einwendungen dagegen anzubringen wüssten. Ferner wurde bestimmt, dass die Auflassungen künftig im Burggericht stattzufinden hätten. Im selben Jahr erwarb die Stadt vom Erzbischof auch das Schultheißenamt. Dadurch war die Stellung des Rates eine wesentlich andere geworden: Es galt, die gewonnenen Befugnisse den Schöffen gegenüber geltend zu machen. Im März des darauffolgenden Jahres (1295) verlangte der Rat von den Schöffen, dass alles was die Übergabe von Eigentum, ferner Heergewette und Gerade betreffe, vor das Burggericht gehöre, die Schöffen sollten von jetzt ab nur über gewisse Kriminalvergehen richten. Diesen neuen Forderungen wollten sich die Schöffen erneut nicht fügen. Auch von seinem Recht, neue Schöffen zu wählen, machte der Rat Gebrauch, ohne auf den Widerspruch der noch im Amt befindlichen zu hören. Als aber zu Johannis der Erzbischof das Burggrafengericht abhalten wollte, mussten die vom Rat gewählten Schöffen zurücktreten, die Schöffen nahmen die Ergänzungswahl selbst vor. Gewählt wurden jedoch einige der vom Rat ernannten Schöffen. Über den weiteren Verlauf dieser Streitigkeiten sind wir nicht unterrichtet.
1294 schloss der Erzbischof mit den Grafen von Barby (Busso und Walther) als Herren von Zerbst einen Vertrag, wie man es mit dem Münzrecht in Magdeburg und Zerbst halten wollte, ohne einander zu schädigen. Die Herren von Barby gelobten, in ihrer Münze in Zerbst fortan keine Pfennige auf erzbischöflichem Eisenstempel schlagen zu lassen. Das setzt natürlich voraus, dass früher derartige Prägungen stattgefunden hatten.
Erzbischof Erich trat dem Fehde- und Räuberwesen seiner Zeit nach Kräften entgegen. Auch mancherlei Erwerbungen für das Erzstift fallen in die Zeit seines Episkopats; verschiedene geistliche Stiftungen, so namentlich das Hauptkloster des askanischen Fürstengeschlechts, Lehnin, bedachte er mit reichen Schenkungen.
Erzbischof Erich von Brandenburg starb wahrscheinlich in Grabow (heute Ortsteil von Möckern) und wurde auch dort begraben. Diese Annahme stützt sich auf eine runde Steinplatte mit dem Hüftbildnis des Erzbischofs Erich, in der rechten Hand einen Krummstab, in der linken Hand ein Buch haltend. Die Umschrift: + ERICVS ARCHIEPISCOPVS (Rest weitgehend unleserlich, ECCLESIE MAGDEB?). Diese Platte befindet sich bis heute in der Dorfkirche Grabow.